# Łęczno (gromada w powiecie białogardzkim)
Łęczno – dawna gromada, czyli najmniejsza jednostka podziału terytorialnego Polskiej Rzeczypospolitej Ludowej w latach 1954–1972.
Gromady, z gromadzkimi radami narodowymi (GRN) jako organami władzy najniższego stopnia na wsi, funkcjonowały od reformy reorganizującej administrację wiejską przeprowadzonej jesienią 1954 do momentu ich zniesienia z dniem 1 stycznia 1973, tym samym wypierając organizację gminną w latach 1954–1972.
Gromadę Łęczno z siedzibą GRN w Łęcznie utworzono – jako jedną z 8759 gromad na obszarze Polski – w powiecie białogardzkim w woj. koszalińskim na mocy uchwały nr 43/54 WRN w Koszalinie z dnia 5 października 1954. W skład jednostki weszły obszary dotychczasowych gromad Łęczno, Gruszewo (bez Gąskowa), Kamosowo, Laski, Nasutowo i Stanomino ze zniesionej gminy Łęczno w tymże powiecie. Dla gromady ustalono 18 członków gromadzkiej rady narodowej.
31 grudnia 1961 z gromady Łęczno wyłączono: a) wsie Laski i Stanomino, włączając je do gromady Podwilcze, oraz b) wieś Gruszewo, włączając ją do gromady Rogowo – w tymże powiecie, po czym gromadę Łęczno zniesiono, a jej (pozostały) obszar włączono do gromady Białogard tamże.